# Bronchitis
Bronchitis is een ontsteking van de bronchiën, de grote luchtwegen tussen de luchtpijp (trachea) en de longblaasjes (alveoli).
Er wordt onderscheid gemaakt tussen acute en chronische bronchitis. Acute bronchitis ontstaat vaak na verkoudheid of griep.
Chronische bronchitis wordt gekenmerkt door de aanwezigheid van een slijmveroorzakende hoest en ademhalingsmoeilijkheden. Een bronchitis is chronisch wanneer de klachten zich ten minste gedurende drie maanden per jaar voordoen of in twee opeenvolgende jaren, zonder dat een onderliggende ziekte de hoest kan verklaren. Patiënten met chronische bronchitis hebben ook in uiteenlopende mate ademhalingsmoeilijkheden. Regelmatig hebben deze mensen infecties of ontstekingen in hun longen die hun ademhalingsmoeilijkheden verergeren. Chronische bronchitis kan gepaard gaan met chronische luchtwegobstructie (luchtwegvernauwing).
Chronische bronchitis kan vaak samenhangen met astma of emfyseem en is daarom vaak lastig te onderscheiden van astma en emfyseem.
Chronische bronchitis is een vorm van bronchitis die niet meer overgaat en die voornamelijk veroorzaakt wordt door roken. Samen met longemfyseem valt dit onder de noemer Chronic Obstructive Pulmonary Disease (COPD).

## Oorzaken
Bronchitis kan worden veroorzaakt door virussen, bacteriën en allergische of aspecifieke prikkels zoals roken.
Als ook of voornamelijk de alveoli zijn aangedaan spreken we van longontsteking.

## Verschijnselen
De bijbehorende klachten zijn vooral hoesten, overmatige productie van slijm, vaak kortademigheid, piepend geluid vanuit de longen, kriebel onder de kin, bloedsmaak in de mond en (bij infectie met virussen en bacteriën) ook koorts. Typische presentaties passen bij de volgende symptomen:

### Viraal
- verlaging tot 35,5–36,7 °C
- verhoging tot lichte koorts: 37,5–38,5 °C
- verhoging weer weg na 48 uur

### Bacterieel
- koorts: > 38,0 °C
- koorts niet weg na 48 uur

### Atypisch
- koorts: meestal
- sputum: meestal niet
- patiënt blijft lang hoesten zonder sputum
- last van de gewrichten en spieren
- kriebelhoest

Hier kan voor het stellen van een diagnose echter niet blindelings op worden vertrouwd. In de praktijk dient men vooral verdacht te zijn op een bacteriële ontsteking als de koorts weer opkomt na gezakt te zijn na een paar dagen. Dan kan het zijn dat er een bacteriële infectie boven op de virale is ontstaan.

## Behandeling
De behandeling hangt af van de oorzaak. Bij bacteriële infecties heeft het geven van antibiotica zin. Hierbij moet dan rekening worden gehouden met de belangrijkste mogelijke verwekkers. De te geven middelen variëren dan ook sterk met de omstandigheden en met mogelijke specifieke contra-indicaties van de patiënt (allergieën).
De verhoogde prikkelbaarheid van het slijmvlies kan worden behandeld door corticosteroïden te geven, meestal per inhalatie, soms oraal. Bij kortademigheid door luchtwegvernauwing kunnen luchtwegverwijders, meestal weer per inhalatie, nuttig zijn. Koorts bestrijden met paracetamol is medisch gezien niet nodig. Bij een duidelijke allergische component kunnen antihistaminica of mestceldegranulatieremmers worden ingezet.
| Viraal | Bacterieel | Atypisch                                                                         |
| ------ | --- | -------------------------------------------------------------------------------- |
|        | Streptococcus pneumoniae(70) / Haemophilus influenzae(10) Moraxella catarrhalis(10), Mycoplasma pneumoniae(70), Chlamydophila pneumoniae(30), Escherichia coli(-5), Staphylococcus aureus(-5)                                                    |                                                                                  |
|        | 1e keus: amoxicilline 500mg 4x/d of1000mg 3x/d (50mg/kg/d) 2e keus: cefuroxim 500mg 3x/d (30-50mg/kg/d) amoxicilline/clavulaanzuur 500/125 - 875/125mg 3x/d (40mg/kg/d) penicilline allergie: claritromycine 20mg/kg/d telithromycine 800mg 1x/d | 1e keus: claritromycine 250mg 2-3x/d 500mg 2x/d (15mg/kg/d) doxycycline 100mg2dd |